# Ярліт
Ярліт — мінерал, алюмофлуорид натрію і стронцію.
Названий за прізвищем данського дослідника і промисловця К. Ф. Ярла (C.F.Jarl), R.Bögvad, 1933.

## Опис
Хімічна формула: 1. За Є. К. Лазаренком: NaSr2 [AlF6][AlF5H2O]. 2. За К.Фреєм і «Fleischer's Glossary» (2004): NaSr3Al3(F, OH)16. Містить (%): Na — 3,23; Sr — 32,60; Al — 12,16; F — 43,23; Н2О — 2,99. Сингонія моноклінна. Форми виділення: дрібні таблитчасті кристали, видовжені, звичайно згруповані у віялоподібні або сферолітові аґреґати, масивні суцільні маси, часто радіально-променистої будови. Густина 3,93. Тв. 3,0-5,0. Безбарвний до білого. Блиск скляний. Знайдений у кріолітовій копальні в Івігтуті (Ґренландія) разом з хіолітом, флюоритом, топазом, томсенолітом.